# Observatório de Apache Point
O Observatório de Apache Point é um observatório astronômico localizado nas Montanhas do Sacramento em Sunspot, Novo México (EUA) a cerca de 29 quilômetros ao sul de Cloudcroft. O observatório é operado pela New Mexico State University (NMSU) e é de propriedade do Astrophysical Research Consortium (ARC). O acesso aos telescópios e edifícios é restrito, mas o público é capaz de visitar as terras.